# Biman Prasad
Le professeur Biman Prasad est un économiste et homme politique fidjien.
Né dans une famille indo-fidjienne dans la région rurale de Dreketi sur l'île de Vanua Levu, il obtient un Master en Commerce à l'Université de Nouvelle-Galles-du-Sud et un doctorat à l'Université du Queensland, en Australie. 
Militant dans des associations étudiantes durant ses études, il devient par la suite enseignant-chercheur en Économie à l'Université du Pacifique Sud, atteignant le grade de professeur d'université. Il est directeur du département d'Économie de l'université de 2003 à 2007. Son champ d'études englobe la macroéconomie, les enjeux économiques du développement, et les particularités économiques des petits États insulaires.
Il est candidat sous l'étiquette du Parti de la fédération nationale (PFN) aux élections législatives de 1999, mais sans succès. En 2001, il décline l'offre qui lui est faite de prendre la tête du parti. En mars 2014, toutefois, il accepte de prendre la direction du parti, démissionne en conséquence de l'université, et mène le parti aux élections du mois de septembre,. Le PFN remporte trois sièges sur cinquante, et est l'un des trois seuls partis représentés au Parlement. Biman Prasad est lui-même élu député,. Il reconnaît Ro Teimumu Kepa (chef du Sodelpa) comme chef de l'opposition officielle, et reçoit le poste de ministre fantôme des Finances dans son cabinet fantôme. Il mène le PFN aux élections législatives de 2018, où il est réélu député et son parti conserve ses trois sièges.
Sous sa direction, le parti remporte six sièges aux élections de décembre 2022, et forme un gouvernement de coalition avec l'Alliance populaire de Sitiveni Rabuka (qui devient Premier ministre) et le Sodelpa. Biman Prasad devient l'un des trois vice-Premiers ministres de ce gouvernement, ainsi que ministre des Finances, de la Planification stratégique, du Développement national et des Statistiques,.